# 雷凯舒
雷凯舒是葡萄牙阿威罗区的一个堂区。总面积11.8平方公里，总人口1198人，人口密度101.5人/平方公里。